# Lady Croissant
Lady Croissant é um álbum ao vivo da cantora australiana Sia, lançado em Abril de 2007 através da gravadora Astralwerks. Chamado de "mini-álbum" pela Astralwerks, a coleção contém uma gravação em estúdio ("Pictures"), bem como oito faixas ao vivo gravadas durante um show em abril de 2006 no Bowery Ballroom, em Nova York. Oito das canções foram escritas ou co-escritas por Sia; Também possuí uma versão cover de uma música de Ray Davies "I Go to Sleep", uma gravação de estúdio que mais tarde apareceu no álbum de estúdio Some People Have Real Problems (2008). O álbum foi produzido por Dan Carey, mixado por Jon Lemon e Taz Mattar no Sarm Studios em Londres, e masterizado por Emily Lazar e Sarah Register no The Lodge, em Nova York. Lady Croissant recebeu uma recepção de crítica mista e gerou um single, "Pictures", que foi lançado exclusivamente pelo American Eagle Outfitters em 27 de novembro de 2006.

## Composição

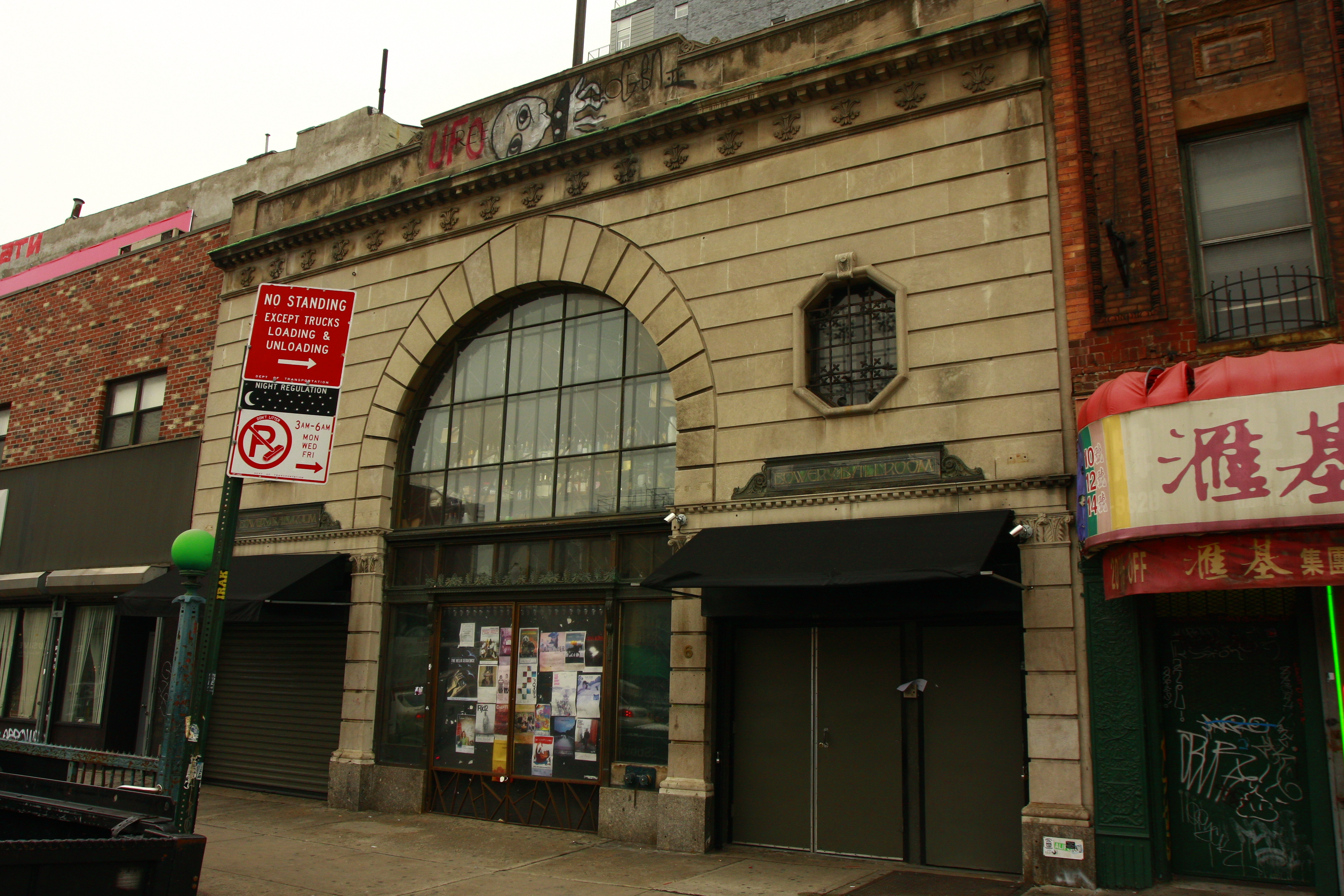
Bowery Ballroom em 2008

Com pouco mais de quarenta minutos de duração, Lady Croissant contém nove "slow-to-mid-tempo" (Lento para meio tempo) composições. O álbum inclui uma gravação de estúdio inédita chamada "Pictures", co-escrita por Dan Carey, juntamente com as oito faixas gravadas ao vivo durante seu desenvolvimento em 17 de abril de 2006 no Bowery Ballroom, em Nova York. "Destiny" e "Distractions" cada uma apareceu no álbum da banda Zero7 Simple Things em 2001, que contou com os vocais de Sia. Ambas as músicas foram co-escritas por Sia e membros de Zero 7; "Destiny" também foi co-escrito por Sophie Barker, outra colaboradora vocal para as Simple Things. "Blow It All Away" apareceu no álbum Healing Is Difficult (2002) e "Do not Bring Me Down", "Numb" e "Breathe Me" foram lançados em 2004 no álbum Color the Small One. "Lentil" e a versão cover da canção de Ray Davies "I Go to Sleep", popularizada por Cher e os Pretenders, apareceram mais tarde em Some People Have Real Problems (2008). O álbum foi produzido por Carey, mixado por Jon Lemon e Taz Mattar na Sarm Studios em Londres e masterizado por Emily Lazar e Sarah Register no The Lodge, em Nova York.

## Recepção
Lady Croissant recebeu uma recepção crítica bem mista. Marisa Brown, da AllMusic, chamou a performance vocal de Sia de "rica e apaixonada" e comparou-a a Nelly Furtado e Morley. Brown declarou que a banda era "forte e exuberante" e que a música era "muito moderna, quente e melódica e limpa intrincada". Em sua crítica para a BBC Music, Paul Sullivan escreveu que o álbum exibiu com sucesso as capacidades vocais e versatilidade da Sia. No entanto, ele observou a participação do público mínimo e sentiu que isso impediu o álbum de capturar uma experiência "ao vivo". Para Sullivan, os destaques incluíram "Do not Bring Me Down", "Destiny" e "Lentil", que ele acreditava serem "executados com uma mistura atraente de franqueza e fluidez". Mark Perlaki, da Gigwise.com, concedeu ao álbum quatro de cinco estrelas e opinou que o álbum "retrata um artista que é estrela está em ascendente, cuja voz é incomparável em estilo e expressão, um artista à beira de merecido e garantiu maior reconhecimento". A crítica da Selby Times chamou a coleção de "hipnotizante" e um bom indicador do trabalho futuro de Sia. Um revisor do WERS chamou o álbum "de tirar o fôlego" e escreveu positivamente os vocais de Sia e a instrumentação. Como Sullivan, o revisor avisou que os ouvintes que esperam um álbum ao vivo tradicional com "cortes crus e improvisação pesada" podem ser decepcionados.
Roque Strew da Pitchfork Media achou que o sotaque de Sia Adelaide era uma "responsabilidade", especificamente notando diferença na pronúncia entre as versões de estúdio de "Destiny" e "Distractions" e as performances ao vivo. Strew elogiou "Pictures" e "Lentil", o último dos quais brilhava através do "nevoeiro de sílabas alongadas e consoantes de corte". Mike Schiller, da Popmatters, sentiu que a instrumentação era "robótica" e achou a manipulação vocal de Sia e a dobra de vogais "irritantes", até mesmo ininteligíveis às vezes. Schiller, entretanto, favoreceu seu tom vocal e encontrou o poder de sua voz "ocasionalmente transcendente".
Stuart McCaighy de This Is Fake DIY apreciou "Pictures", mas também criticou o desempenho de Sia por falta de diversidade e por vocais "incompreensíveis" devido ao seu slurring de palavras. McCaighy concluiu que, como outros álbuns ao vivo, Lady Croissant era redundante, mas seria apreciada pelos fãs. A publicação australiana DNA publicou uma revisão mista do álbum em 2010, após o lançamento de We Are Born, elogiando os vocais de Sia, mas sugerindo que "Pictures" soou como um lado B e que o lançamento do álbum cheira a um "cash-in" Seu "sucesso recente".

## Alinhamento das Faixas
| N.º            | Título                | Compositor(es)                                   | Duração |  |
| 1.             | "Pictures"            | Sia Furler, Dan Carey                            |         |  |
| 2.             | "Don't Bring Me Down" | Furler, Blair MacKichan                          | 4:36    |  |
| 3.             | "Destiny"             | Sophie Barker, Henry Binns, Furler, Sam Hardaker | 3:55    |  |
| 4.             | "Blow It All Away"    | Kevin Armstrong, Furler, Felix Howard, MacKichan | 5:19    |  |
| 5.             | "Lentil"              | Samuel Dixon, Furler                             | 4:11    |  |
| 6.             | "Numb"                | Howard, Furler, James McMillan                   | 4:46    |  |
| 7.             | "I Go to Sleep"       | Ray Davies                                       | 3:17    |  |
| 8.             | "Breathe Me"          | Carey, Furler                                    | 5:52    |  |
| 9.             | "Distractions"        | Binns, Furler, Dan Carey, Hardaker               | 5:03    |  |
| Duração total: | Duração total:        | Duração total:                                   | 38:56   |  |

Creditos adaptados de AllMusic e CD notas de linha.

## Pessoal
- Kevin Armstrong – compositor
- Sophie Barker – compositor
- Henry Binns – compositor
- Felix Bloxsom – bateria
- Dan Carey – bateria, compositor, engenheiro, guitarra, teclados, produtor, Wurlitzer
- Robin Danar – Engenheiro assistente
- Ray Davies – compositor
- John Dent – masterização
- Samuel Dixon – baixo, compositor
- Tom Elmhirst – mixagem
- Sia Furler – compositor, vocais
- José González – fotografia
- Sam Hardaker – compositor
- Felix Howard – compositor
- Joe Kennedy – teclados
- Olliver Kraus – violoncelo
- Emily Lazar – masterização
- Joey Lemon – mixagem
- Blair MacKichan – compositor
- Taz Mattar – engenheiro de mixagem
- James McMillan – compositor
- Stephanie Pistel – foto cover, fotografia
- Sarah Register – masterização
- Michael Sendaydiego – fotografia
- Gus Seyffert – guitarra
- Jeff Tweedy – fotografia
- Joey Waronker – bateria

Creditos adaptados de AllMusic e CD notas de linha.

## Histórico de Lançamento
| Região         | Data               | Formatos             | Rótulo      |
| -------------- | ------------------ | -------------------- | ----------- |
| Australia      | 3 de Abril de 2007 | Download Digital     | Astralwerks |
| United States  | 3 de Abril de 2007 | CD, Digital download | Astralwerks |
| United Kingdom | 7 de Maio de 2007  | CD, Digital download | Astralwerks |